# Joseph Mazur
Joseph C. Mazur (Bronx, 1942) é professor emérito de matemática no Marlboro College, em Marlboro, Vermont.

## Biografia
É bacharel pelo Pratt Institute, onde se formou em arquitetura. Passou seu primeiro ano em Paris, estudando matemática nas aulas com Claude Chevalley e Roger Godement e retornou a Pratt para obter um bacharelado em matemática.  De lá, ele foi diretamente ao MIT para receber seu Ph.D. em matemática (⁣geometria algébrica) em 1972. Ele ocupou um cargo de Professor Visitante no MIT e vários cargos de Professor Visitante no Instituto de Matemática da Universidade de Warwick.
Em 2006, ele foi premiado com uma bolsa Guggenheim para trabalhar em narrativa matemática.  Em 2008 ele foi premiado com uma Bellagio Residence da Fundação Rockefeller, e em 2009 foi eleito para Fellow da Academia de Artes e Ciências de Vermont.  Em 2011 e 2013, ele foi premiado com o Bolsa Bogliasco. 
Desde 1972, ele ensina todas as áreas da matemática, sua história e filosofia. É autor de muitos programas de software educacional, incluindo o Explorations in Calculus, o primeiro pacote interativo de CD multimídia de simulações para cálculo.  Ele é o autor de vários livros de matemática populares que foram traduzidos em mais de uma dúzia de idiomas. 

## Obra
- Acaso - Como a Matemática Explica as Coincidências da Vida, (2016),[3]